# Carrascal del Río
Carrascal del Río est une commune de la province de Ségovie dans la communauté autonome de Castille-et-León en Espagne.

## Sites et patrimoine
- Chapelle San Frutos (es)

Chapelle San Frutos
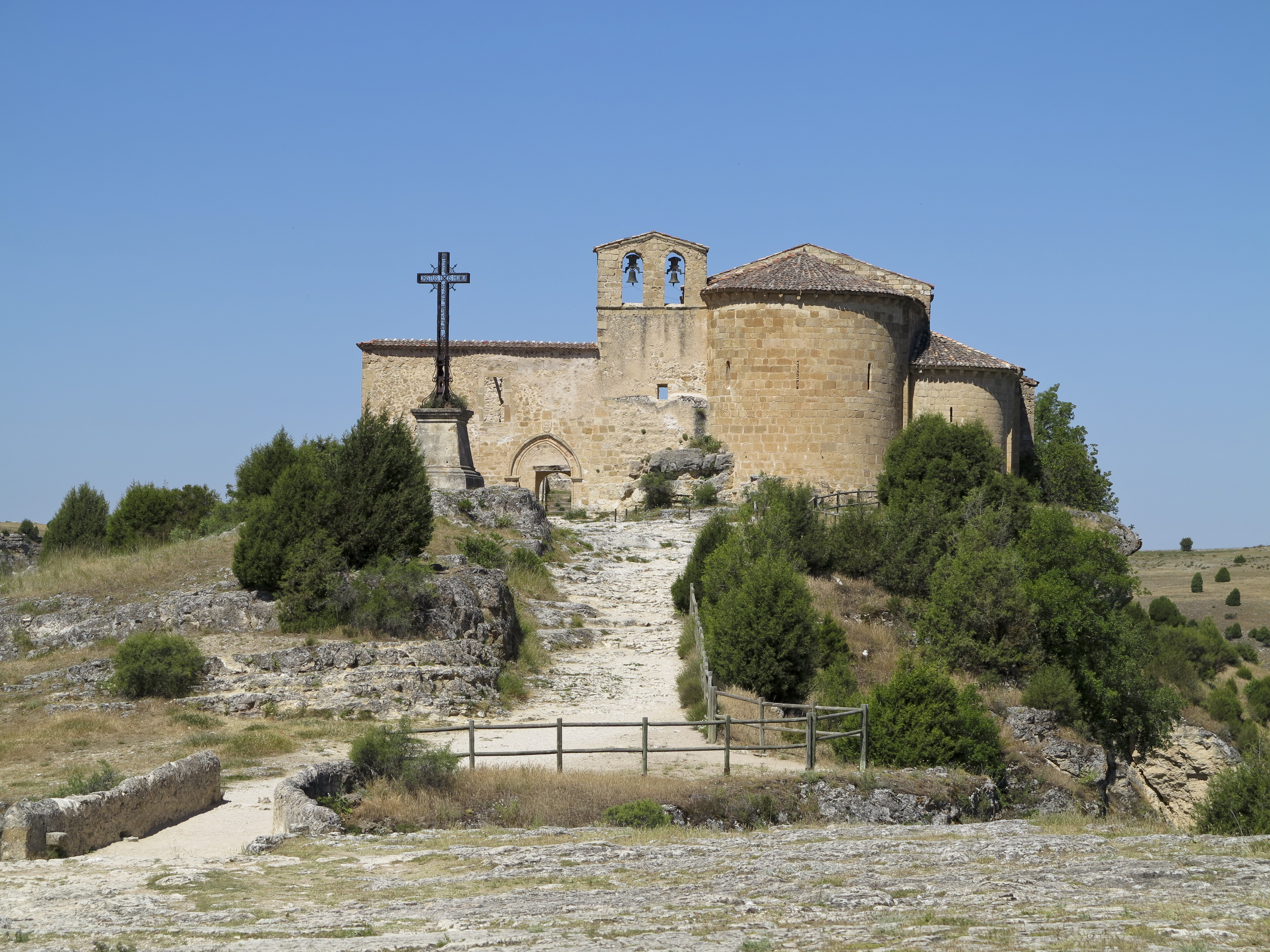
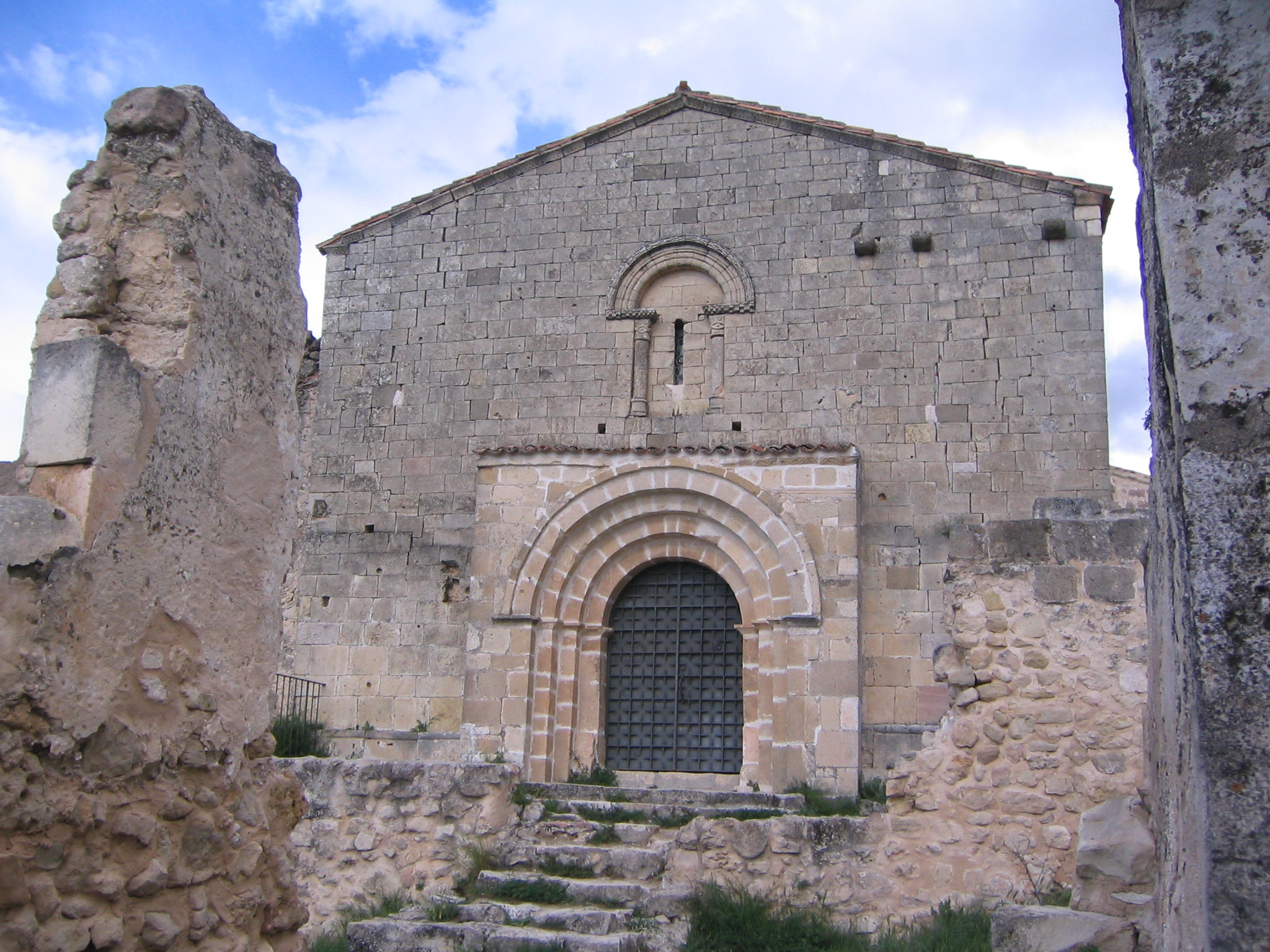
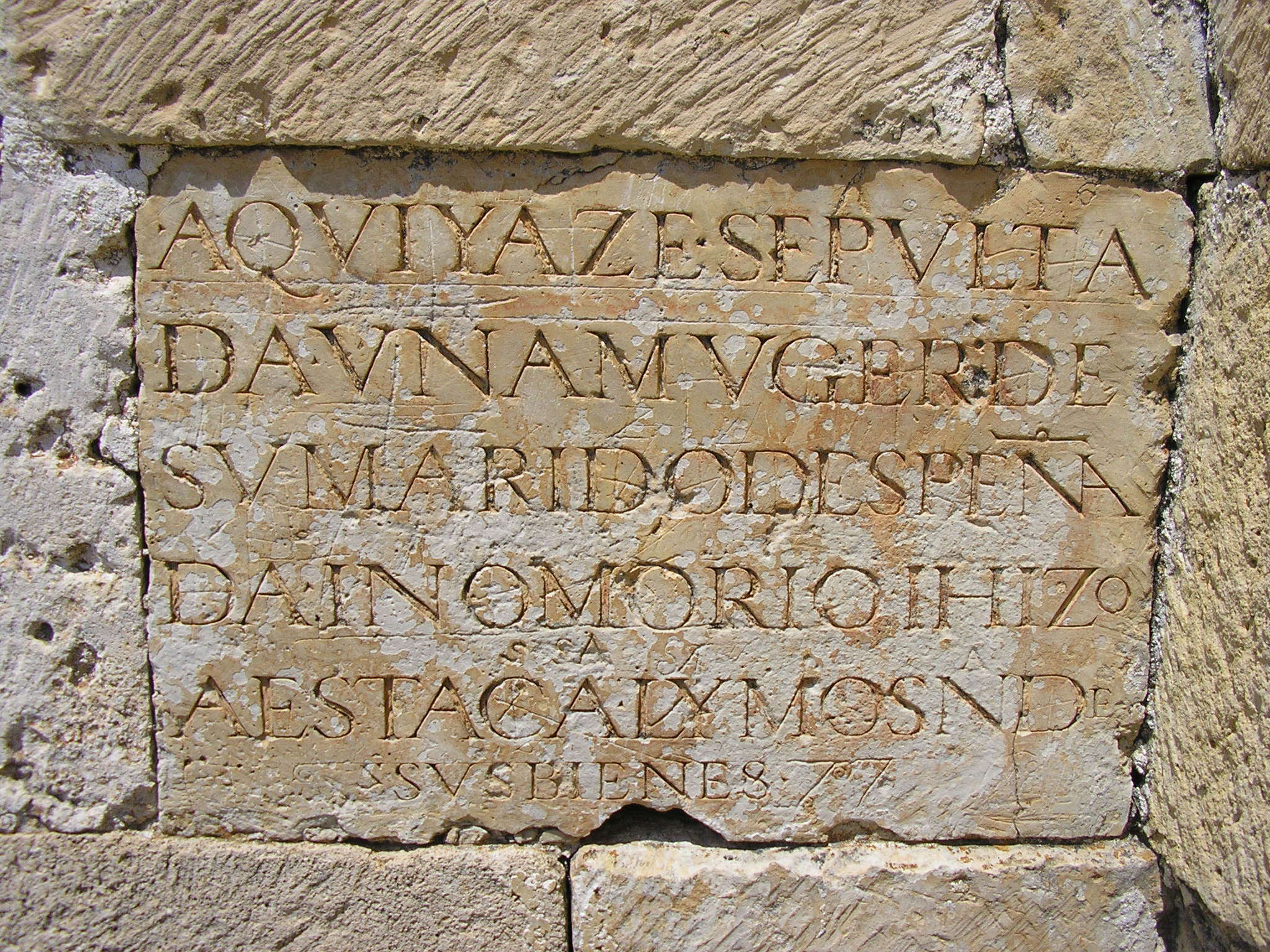